# 善淵永貞
善淵 永貞（よしぶち の ながさだ）は、平安時代前期の貴族・儒学者。初名は福貞あるいは福真。氏姓は六人部（無姓）のち善淵朝臣。官位は正五位下・大学博士。

## 出自
六人部氏は火明命の子孫である少神積命の後裔とされ、伊与部氏・次田氏（次田連）らと同祖で、尾張氏の一族にあたる。また、六人部は職業部の一つであり、伴造家は連姓を称した。

## 経歴
元の本貫は美濃国厚見郡。直講を経て、貞観2年（860年）外従五位下に叙せられる。貞観3年（861年）釈奠に際して周易を講じた。翌貞観4年（862年）正月に助教に任ぜられ、同年5月に一族の愛成・行直と共に善淵朝臣姓の賜姓を受ける。またこの賜姓に前後して福貞から永貞に改名している。貞観6年（864年）に越後介を兼ね、貞観8年（866年）には内位の従五位下に叙される。翌貞観9年（867年）弟の愛成と共に、本拠を美濃厚見郡から左京に改める。
貞観13年（871年）太皇太后・藤原順子の葬儀に際して、天皇が祖母である太皇太后の喪に服すべき期間について疑義が生じて決定できなかったために、儒者たちに議論させたが、永貞は助教として大学博士・菅野佐世と共に、中国の故事に基づき葬儀が終わればただちに服喪を終わらせるべきである旨を言上している。また同年、応天門の変による焼亡から修復した応天門の改名の是非、応天門・朱雀門・羅城門の名称の由来について、明経博士・文章博士らに議論が命じられた際、永貞は助教として大学博士・菅野佐世らと共に、中国の故事に基づき魯の三門（庫門・雉門・路門）が日本の三門（応天門・朱雀門・羅城門）に該当すること、魯では天災で三門が焼失した際も改名していないことから人災により焼失した応天門の名を改める必要がないこと、応天・朱雀・羅城の名称は経典にも記載がないことを旨を言上している。貞観14年（872年）釈奠に際して毛詩を講じた。同年、病の老母に侍すために、官を辞して弟の愛成を推薦しようとしたが、認められなかったらしい。貞観18年（876年）大極殿で火災があった際、廃朝することおよび群臣が政に従うことの是非について、明経博士・文章博士らに議論が命じられた際、永貞は助教・船副使麻呂らと共に、中国の故事に基づき災害の際には憂戚の意を表すために3日間慟哭することから紫宸殿で政を行うべきでないこと、災害の際には天皇が群臣を率いて慟哭するのであるから群臣が政に従うのは当然である旨を言上している（この時の官位は従五位上行大学博士兼越中守）。
元慶元年（877年）平子内親王が薨去した際、天皇は傍系親族の喪に服さないが、上皇（清和上皇。平子内親王は叔母にあたる）が傍系親族の喪に服すべきか明らかでなかったため明経博士に議論が命じられた際、永貞は助教・船副使麻呂らと共に、『礼記』『五経正義』を基に、上皇が喪に服さずとも礼意に背くことはない旨を言上した。また同年、夜間に日食が発生したため、廃務（忌日に朝廷が政務を停止すること）を行うことの是非について、明経博士・文章博士・明法博士に議論が命じられた際、永貞は助教・善淵愛成らと共に、経書においては日食や月食は昼夜関係なく国家の大忌であるとして、廃務すべき旨を言上している。元慶3年（879年）には陽成天皇が孝経を読む際の侍読を務めた。
元慶8年（884年）光孝天皇の即位に伴い正五位下に叙せられる。同年太政大臣の職掌について、博士や実務官人に検討が命じられた際、唐令に基づいて太政大臣とは三師（太師・太傅・太保）と三公（太尉・司徒・司空）を兼任する者である旨を言上した。
仁和元年12月（886年1月）卒去。享年73。最終官位は正五位下行大学博士。

## 人物
地方出身であったが、宮仕えをして名を挙げたという。

## 官歴
『日本三代実録』による。
- 時期不詳：正六位上。直講
- 貞観2年（860年）11月16日：外従五位下
- 貞観4年（862年） 正月13日：助教。5月13日：六人部（無姓）から善淵朝臣に改姓、同時に福貞から永貞に改名か
- 貞観6年（864年） 3月8日：兼越後介
- 貞観8年（866年） 正月7日：従五位下（内位）
- 貞観9年（867年） 8月29日：美濃国厚見郡から左京に移貫
- 時期不詳：従五位上
- 貞観18年（876年） 4月11日：見大学博士兼越中守
- 元慶3年（879年） 4月26日：陽成天皇侍読
- 元慶8年（884年） 2月23日：正五位下
- 仁和元年（885年） 12月11日：卒去（正五位下行大学博士）